# Toxeuma acilius
Toxeuma acilius är en stekelart som först beskrevs av Walker 1848.  Toxeuma acilius ingår i släktet Toxeuma och familjen puppglanssteklar. Arten är reproducerande i Sverige. Inga underarter finns listade i Catalogue of Life.